# جاسكو
جاسكو أو المدينة الإعلامية الأردنية السعودية، مدينة إعلاميه حرة للبث الفضائي، غرضها الاستثمار في مجال الإعلام، من خلال منظومة البرامج التي تشرف على بثها أو إنتاجها. تأسست عام 2008م، واتخذت من الأردن مقرّاً لها.

## الخدمات التي تقدمها
- حجز الأقمار الصناعية.
- خدمة البث الفضائي.
- استوديوهات التصوير المسجل والمباشر.
- استوديوهات الصوت.
- استوديوهات معالجة الصوت والدوبلاج.
- وحدات المونتاج والإخراج.
- وحدات المعالجة الجرافيك.
- وحدات التصوير الميداني.
- وحدات البحث والإعداد.
- إدارة وتنظيم ما يتعلق بخدمات الرسائل.
- متابعة تسجيل وترخيص القنوات الفضائية.

## القنوات المشاركة
- قناة البارعة الفضائية.
- قناة الإرث النبوي الفضائية.
- قناة الإعلانية الفضائية.
- قناة صوت البادية الفضائية.
- قناة كيف الفضائية.
- قناة الأثر الفضائية.
- قناة راما الفضائية.
- قناة القصيم الفضائية.
- قناة النور الفضائية.
- قناة آيات الفضائية.
- قناة نسائم الفضائية.
- قناة جدة الفضائية.
- دوت كورا.
- قناة المنتدى الفضائية.